# Idiochroa rufifrons
Idiochroa rufifrons är en fjärilsart som beskrevs av Turner 1941. Idiochroa rufifrons ingår i släktet Idiochroa och familjen mätare. Inga underarter finns listade i Catalogue of Life.